# Géraldine Faladé
Pour les articles homonymes, voir Falade.
Géraldine Faladé, née en 1935 à Porto-Novo au Bénin et morte le 16 février 2025 à Rosny-sous-Bois en France, est une journaliste et écrivaine d'origine béninoise et employée à l’Ocora Radio France, ancêtre de Radio France internationale. Elle participe aussi à l'essor de la presse au Tchad durant sa carrière au sein du ministère de l’Information de ce pays.
Elle produit un essai, Turbulentes ! : des Africaines en avance sur leur temps, dans lequel elle met en lumière dix-sept femmes africaines oubliées de l'histoire.
Elle est une écrivaine engagée pour l'indépendance de l'Afrique et la cause des femmes.

## Biographie

### Enfance, éducation et débuts
Géraldine Faladé Touadé est née à Porto-Novo, en 1935,. Elle descend du roi Behanzin du Dahomey, et sa grand-mère maternelle est d’origine brésilienne. Elle grandit au sein d'une famille intellectuelle, militante. Son père, Maximilen Faladé, est un homme érudit et un fonctionnaire critique de la colonisation qui a participé à la fondation du journal La Voix du Dahomey. Sa sœur, Solange Faladé, est l'une des premières psychanalystes africaines et dirige un certain temps la Fédération des étudiants d'Afrique noire en France. Géraldine Faladé arrive à Paris en 1947. Elle est diplômée du Centre de formation des journalistes de la rue du Louvre.

### Carrière
| Vidéo externe |                                                                     |
|               | Turbulentes !" de Géraldine Faladé Touadé 3 oct. 2020 TV5Monde Info |

Géraldine Faladé débute au magazine La Vie africaine à Paris, en 1958. Elle est également associée à la création du magazine d'information et de culture La Vie africaine, qui devient en 1965 L’Afrique actuelle. 
Durant sa carrière de journaliste, elle couvre des événements importants, notamment l’assassinat de Patrice Lumumba et le massacre des Algériens à Paris en 1961.
Elle a travaillé à l’Office de coopération radiophonique (Ocora).
Elle participe à l'essor de la presse au Tchad durant sa carrière au sein du ministère de l’Information de ce pays.
Elle est également auteure d’un recueil de contes, Regards et paroles du soir, collectés sur les conseils de sa sœur, la pédiatre et psychanalyste Solange Faladé et d'un essai, Turbulentes ,, dans lequel elle offre les portraits de dix-sept femmes africaines,.
Géraldine Faladé meurt le 16 février 2025 en France à l'âge de 90 ans.

## Publications
- Regards et paroles du soir, Cauris éditons Mali, 2009 (ISBN 978-99952-60-00-2 et 99952-60-00-X, OCLC 893793269, lire en ligne)
- Turbulentes! : des Africaines en avance sur leur temps..., 2020 (ISBN 978-2-7087-0946-1 et 2-7087-0946-1, OCLC 1241124217, présentation en ligne)